# Plage de l'Autre Bord
Plage de l'Autre Bord är en strand i Guadeloupe (Frankrike). Den ligger i den östra delen av Guadeloupe, 60 km nordost om huvudstaden Basse-Terre.